# Echinocyphus
Echinocyphus is een geslacht van uitgestorven zee-egels uit de familie Zeuglopleuridae.

## Soorten
- Echinocyphus (Zeugopleurus) glanoviensis Kongiel, 1939 †